# Basilius Valentinus
Basilius Valentinus (1394? – ...) è stato un alchimista tedesco.
Col nome di Basilius Valentinus (spesso italianizzato in Basilio Valentino), presentato come un monaco benedettino del XV secolo, apparve, all'inizio del XVII secolo, una serie di trattati di alchimia che ebbe grande diffusione e successo. È stata però avanzata la forte ipotesi che a scriverli sia stato il loro stesso editore, Johann Thölde (ca. 1565-1614). La stessa leggenda della scoperta fortuita dei manoscritti originali, che sarebbero scaturiti dall'interno di una colonna dell'Abbazia di Erfurt, colpita da un fulmine e poi ricompostasi per incanto, appare chiaramente un racconto miracolistico.  Anche l'esistenza storica del monaco è spesso messa in dubbio.

## L'opera
Col nome di Basilius Valentinus sono state pubblicate decine di pubblicazioni sull'alchimia in latino e tedesco, tradotte in varie lingue, tra cui il francese, l'inglese e il russo. 
Nella sua opera più famosa, Triumphwagen des Antimonii, pubblicata a Lipsia nel 1604 da Johann Thölde, viene descritto il metodo per ottenere l'ammoniaca facendo reagire sali alcalini con cloruro d'ammonio, e come produrre l'acido cloridrico acidificando una salamoia.
In seguito l'opera fu pubblicata in latino col titolo Currus Triumphalis Antimonii («il carro trionfale dell'antimonio»).
Altre opere in latino e tedesco:
- Duodecim Claves philosophiae
- Porta sophica

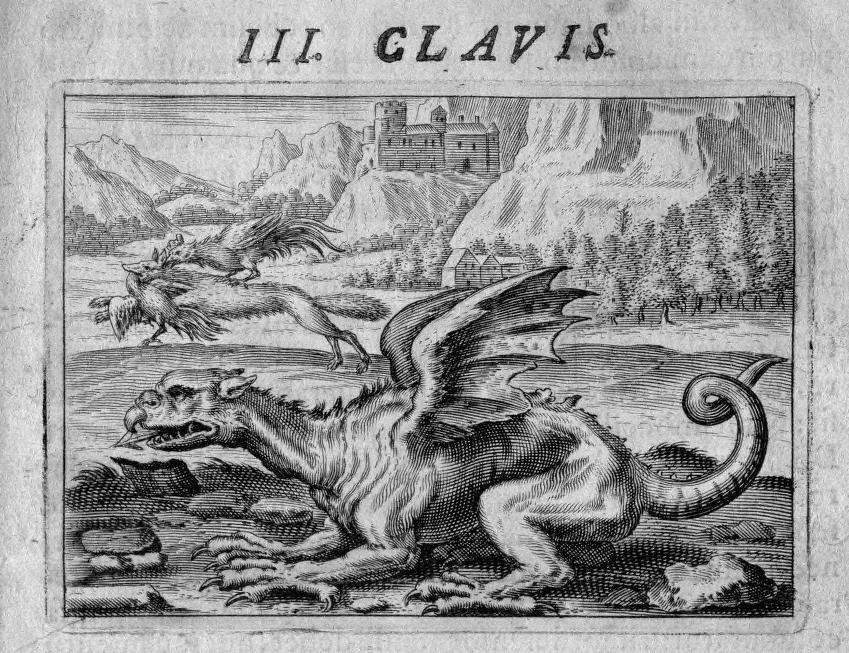
Terza illustrazione dal Duodecim Claves philosophiae (Le dodici chiavi della filosofia)

- De rerum naturalis et supranaturalis
- De microcosmo deque magno mundi mysterio, et medicina hominis
- Libri quattuor de particularibus septem planetarum
- Experimenta chymica
- Practica
- Azoth
- Compendium veritatis philosophicum (in tedesco)